# منصة ويندوز العالمية
منصة ويندوز العالمية (UWP) هو نظام للحوسبة تم صَنعته شركة مايكروسوفت وتم تقديمه لأول مرة في ويندوز 10 . الغرض من هذا النظام هو المساعدة في تطوير التطبيقات العالمية التي تعمل على ويندوز 10 وويندوز 10 للهواتف وإكس بوكس ون وهولولنز دون الحاجة إلى إعادة تطويرها. وهو يدعم تطوير تطبيقات ويندوز باستخدام C++ وC # وVB. NET وXAML . يتم تنفيذ API في C++ ، ويدعم في NET. و#C و++C وVB وF # وجافا سكريبت. تم تصميمه كملحق لنظام ويندوز Runtime الأساسي الذي تم تقديمه لأول مرة في خادم ويندوز 2012 وويندوز 8 ، تسمح المنصة للمطورين بإنشاء تطبيقات يمكن تشغيلها على أنواع متعددة من الأجهزة.
منصة ويندوز العالمية لا تستهدف أنظمة غير تابعة لشركة مايكروسوفت. يتم التعامل مع هذه المهمة من قبل Xamarin.Forms.

## اللغات البرمجية المدعومة
| اللغة البرمجية  | C++ - C# - VisualBasic | ++C     | Javascript |
| اللغة التصميمية | XAML                   | DirectX | HTML       |

## التوافق
منصة ويندوز العالمية جزء من ويندوز 10 وويندوز 10 للهواتف. تطبيقات منصة ويندوز العالمية لا تعمل على إصدارات ويندوز السابقة الأقل من ويندوز 10.
كانت بعض مزايا نظام ويندوز في الإصدارات القديمة حصرية لـ UWP والبرامج التي تم حزمها خصيصًا لها ، وكانت غير قابلة للاستخدام في تطبيقات بتقنيات أخرى مثل Win32 الحالي و XAML و Windows Forms . ومع ذلك ، اعتبارًا من عام 2019 ، اتخذت مايكروسوفت خطوات لزيادة التكافؤ بين منصات التطبيقات هذه وجعل ميزات منصة ويندوز العالمية قابلة للاستخدام داخل برامج تستخدم بتقنيات غير منصة ويندوز العالمية. قدمت مايكروسوفت أقسام XAML (طريقة لتضمين عناصر تحكم UWP وعناصر واجهة المستخدم في برنامج بخلاف UWP) كجزء من تحديث مايو 2019 لويندوز 10 ، وذكرت أنها ستسمح أيضًا باستدعاء وظائف منصة ويندوز العالمية ومكونات ويندوز Runtime ضمن برامج غير مجهزة بـمكتبات.